# Коробенко Катерина Калениківна
Катерина Калениківна Коробенко (? — ?) — українська радянська діячка, новатор сільськогосподарського виробництва, ланкова колгоспу «Комунар» Ржищівського (тепер — Кагарлицького) району Київської області. Депутат Верховної Ради УРСР 5-го скликання.

## Біографія
Народилася в селянській родині. Закінчила сільську школу.
З 1950-х років — ланкова колгоспу «Комунар» села Кадомка Ржищівського (тепер — Кагарлицького) району Київської області. Вирощувала високі врожаї цукрових буряків: у 1958 році зібрала по 500 цнт. цукрових буряків із кожного гектара.

## Нагороди
- ордени
- медаль «За трудову відзнаку» (26.02.1958)
- медалі